# ICHEF
iCHEF全稱為資廚管理顧問股份有限公司（iCHEF Co., Ltd.），共同創辦人為吳佳駿、程開佑及何明政。iCHEF創立於2012年，以「讓POS機變得更好用」的概念發想開始創業，以SaaS訂閱制為營運模式，主力產品為餐廳行動銷售時點情報系統（英語：Restaurant Mobile Point of sale），為一行動應用程式（app），目前以iOS為主要下載平台。
iCHEF的運作模式為多台iPad操作，從點餐、結帳、報表管理，完成餐廳服務。餐廳在網路斷線的離線模式，會同步將資料儲存至雲端。透過雲端處理交易資料，自動產出營業報表及各類別菜單銷售情況，進行自動分析。系統服務模式在餐廳內需iPad、出單機、以及Wi-Fi，避免傳統電腦或其他機體設備的空間佔據。在使用架構上，在使用者的智慧型電話或平板電腦進行操作介面設置及營業報表檢視，在iPad上進行餐廳內的點餐流程，包括提醒客人等待時間、桌位安排及點菜、口味標記、出餐確認、以及結帳或折扣，系統進行自動運算並產生報表。

## 歷史沿革
- 2012.10.09  首次上線，在麻膳堂 MAZENDO 正式啟用。
- 2013.12.12  Neo Star 創業之星 Demo Show 冠軍。
- 2014.03.14  Echelon Japan Satellite 冠軍。
- 2014.03.31  使用店家數達到 100家。
- 2014.06      舉辦 iCHEF Day 予餐廳經營者參與。
- 2014.06.10  Echelon 2014評審團獎Global Brain Award。 [5]
- 2014.07      全聯董事長林敏雄投資150萬美元（約新台幣4600萬元），林敏雄取得iCHEF約25％股權。 [6]
- 2014.10.30  與中國信託合作，推出桌邊刷卡服務功能。 [7]
- 2014.11.24  與foodpanda台灣的線上外送平台結合。 [8]
- 2014.11.25  Startup Nation Summit  Top 15。 [9]
- 2014.12.19  Global Brain Alliance Forum（GBAF）舉辦World Ventures Pitch Battle 2014首獎。 [10]
- 2015.03.04  推出iCHEF 2.0版本。 [11]
- 2015.03.13  與中國信託合作，推出藍芽直接付功能。 [12]
- 2015.05.05  Future Commerce商務創新獎最佳科技應用獎及最佳流程管理優勝。 [13]
- 2015.05.25  使用店家數達到 500 家。
- 2015.08.14  紅茶店搶劫事件[14][15]
- 2015.12      使用店家數達到 1,000 家
- 2016.02.25  募得560萬美元（約新台幣1.86億元）A輪資金，由AppWorks之初創投、中信創投與中華開發工銀投資，拓展東南亞市場。原iCHEF執行長、全聯總裁徐重仁之子徐安昇轉任iCHEF董事，執行長由iCHEF營運長吳佳駿接任。[16]
- 2016.03     iCHEF Singapore 新加坡子公司成立
- 2016.04     iCHEF HongKong 香港子公司成立
- 2016.12     使用店家數達到 2,000 家
- 2017.04.12  徐重仁 請辭iCHEF公司董事長[17][18][19][20]
- 2017.10     使用店家數達到 3,000 家
- 2018.06    使用店家數達到 4,000 家[21]
- 2018.12    使用店家數達到 5,000 家
- 2019.09    使用店家數達到 6,000 家
- 2020.09    宣布獲得新一輪資金新台幣1.5億元，使用店家數達9000家，長期目標在台股掛牌上市櫃[22][23]。

## iCHEF 2.0

### 功能
增加電話外帶管理、用餐狀態管理、複雜套餐組合速點、自動折扣計算、一鍵式拆單支付、桌邊信用卡結帳、免感應設備即可接受手機App支付等功能。 

### 分析報表
增加雲端報表、營收走勢、人員效率、收銀正確性等門市管理的全自動分析，並有促銷成效、季節性變化、營收增減原因、內用外帶偏好、餐點口味人氣、團體點餐偏好、最佳套餐組合、時段客戶偏好設定等行銷相關的分析功能。

### 手機支付
與中國信託合作手機付款，iPad會將帳單明細透過iBeacon技術直接送到客人iPhone上，客人確認後輸入密碼就完成信用卡交易，直接透過手機付款。 

## 相關獎項
- 2013.12.12  Neo Star 創業之星 Demo Show 冠軍。
- 2014.03.14  Echelon Japan Satellite 冠軍。
- 2014.06.10  Echelon 2014 評審團獎 Global Brain Award。
- 2014.11.25  Startup Nation Summit Top 15。
- 2014.12.19  Global Brain Alliance Forum（GBAF）舉辦 World Ventures Pitch Battle 2014 首獎。
- 2015.05.05  Future Commerce 商務創新獎最佳科技應用獎及最佳流程管理優勝。
- 2015.09.29 榮獲日本優良設計獎 Good Design Award
- 2015.11.06  榮獲德國紅點設計獎 Red Dot Design Award
- 2016.02.27 榮獲德國 iF 金獎 iF Gold Award
- 2017.02.10  榮獲德國設計獎 German Design Award

## 外部連結
- 官方网站